# Spongiocarpella purpurea
Spongiocarpella purpurea är en ärtväxtart som först beskrevs av Pei Chun Qiong Li, och fick sitt nu gällande namn av Gennady Pavlovich Yakovlev. Spongiocarpella purpurea ingår i släktet Spongiocarpella och familjen ärtväxter. Inga underarter finns listade i Catalogue of Life.